# Garibaldi Alves Filho
Garibaldi Alves Filho   (Natal, 4 de febrer de 1947) és un advocat i polític brasiler.
Ha estat senador en tres mandats diferents, arribant a ocupar la presidència del Senat Federal; i ministre de la Seguretat Social en el primer govern de Dilma Rousseff. Al seu estat, Rio Grande do Norte, va ser governador durant dos mandats i diputat estatal per quatre mandats; a més d'alcalde de la capital Natal entre 1986 i 1989.
| Precedit per Marcos Formiga       | Batlle de Natal 1986 – 1989                   | Succeït per Wilma de Faria       |
| Precedit per Carlos Alberto       | Senador per Rio Grande do Norte 1991 – 1994   | Succeït per Fernando Bezerra     |
| Precedit per Vivaldo Costa        | Governador de Rio Grande do Norte 1995 – 2002 | Succeït per Fernando Freire      |
| Precedit per Geraldo Melo         | Senador per Rio Grande do Norte 2003 – 2019   | Succeït per Zenaide Maia         |
| Precedit per Tião Viana           | President del Senat Federal 2007 – 2009       | Succeït per José Sarney          |
| Precedit per Carlos Eduardo Gabas | Ministre de la Seguretat Social 2011 – 2014   | Succeït per Carlos Eduardo Gabas |